# Boskapel (Buggenhout-bos)

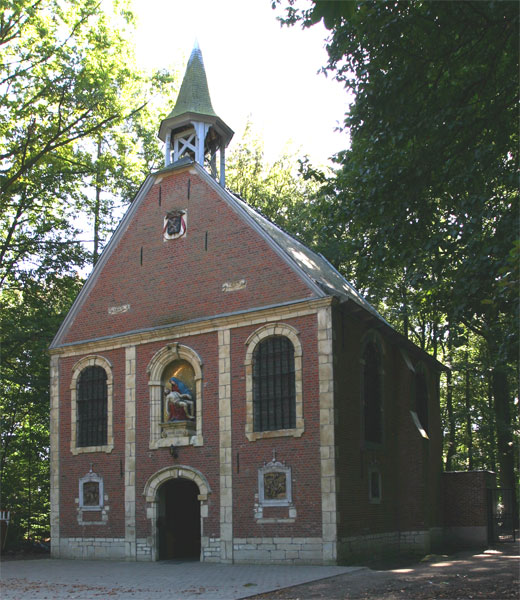
De Buggenhoutse boskapel

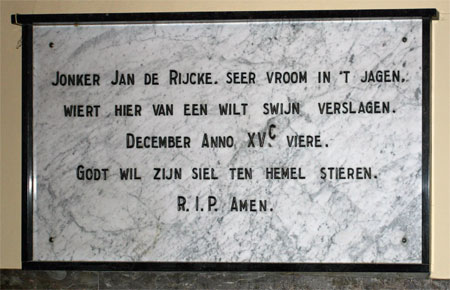
Gedenksteen voor jonker Jan de Rijcke die hier in 1504 door een wild zwijn werd gedood

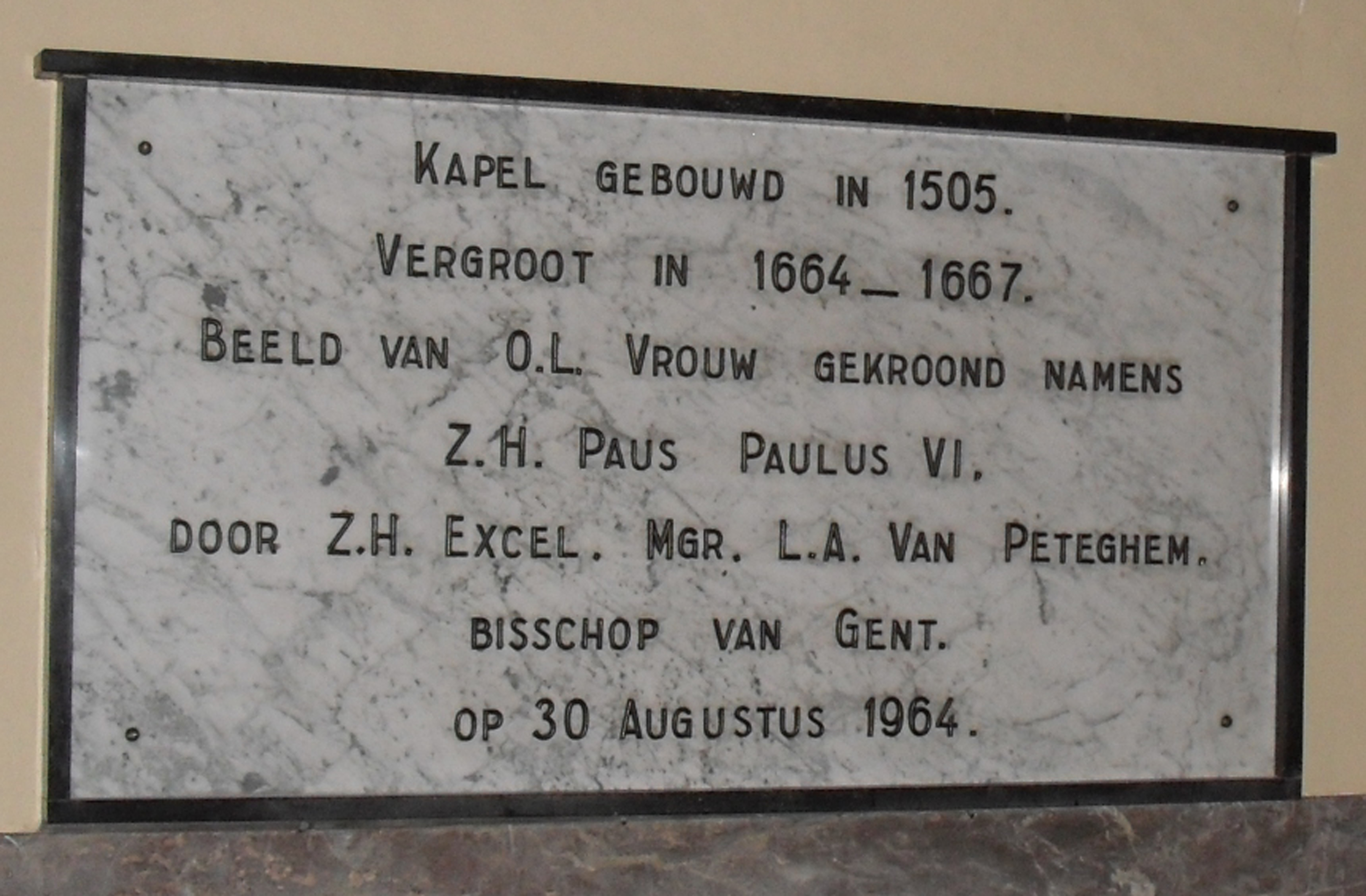
Marmeren gedenksteen van de Pauselijke kroning, uitgevoerd door Mgr. Van Peteghem.

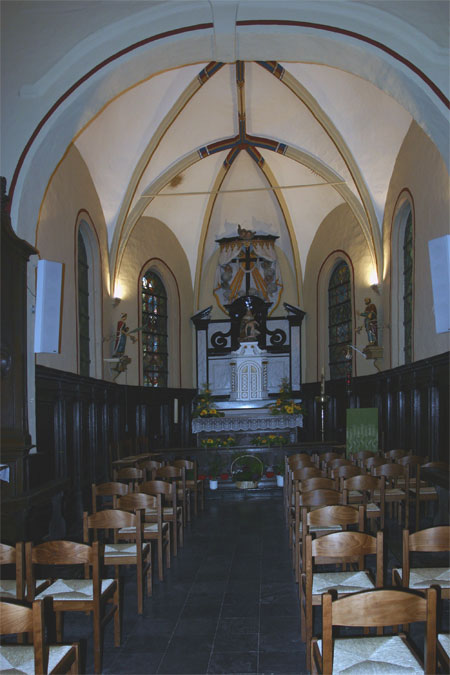
Het barokinterieur

De barokke Boskapel is een kapel in het Buggenhoutbos bij de Oost-Vlaamse plaats Buggenhout. In 2002 werden de kapel en omgeving erkend als monument en in 2004 vierde men het vijfhonderdjarig bestaan van de kapel. In de kapel wordt Onze-Lieve-Vrouw van Smarten vereerd. Tijdens de 'Bosbegangkenis' is er een processie en een volksfeest met veel tradities.
Elk jaar op de derde zondag na Pasen begint de noveen ter ere van Onze-Lieve-Vrouw van Smarten ofwel de Bosbegangkenis.

## Legende
Binnen in de kapel bevindt zich een gedenksteen die duidelijk maakt waarom net hier een kapel werd gebouwd. Na de dood van haar echtgenoot Jan de Rijcke gaf Jacoba van Heffene, die achterbleef met haar zesjarig zoontje Joos de Rijckejaar, hiertoe opdracht. Over de dood van Jan wordt de volgende legende doorverteld:

In het jaar 1504, den 4en December was Jan de Rycke, drossaard van Buggenhout en Grimbergen uitgenodigd voor een jachtpartij. Deze edelman was een der befaamdste jagers uit zijn tijd, onverschrokken en dapper in den aanval, kloek en behendig in den afweer. Veel wilde zwijnen, hazen en reebokken had hij wellicht reeds in 't zand doen bijten, want wanneer hij ter jacht uittrok moesten een paar kloeke knapen hem vergezellen om den buit te helpen torschen en huiswaarts te brengen. In den morgen dus van 4e December, andermaal het bosch ingereden, zag hij plotselings een buitengewoon groot wild zwijn op hem aanstormen. Jan de Rycke plaatst zich dadelijk afwerend gereed. Grimmend schiet het dier toe, de drossaard stoot het wapen vooruit, maar mist doel. Door het geweld van den mislukten stoot het evenwicht verliezende struikelt hij; het zwijn bonst hem zoo duchtig op het lijf, dat hij achterover stort, en vooraleer den jonker noodkreten van den jonker komen andere ridders toegesneld, die het vreeselijk dier bespringen en afmaken. De drossaard werd ter plaatse zelf ter aarde besteld.

## Geschiedenis
De kapel werd in 1504 gebouwd en van 1664 tot 1677 vonden er uitbreidingswerken plaats. Deze werken duurden dertien jaar vanwege oorlogen en plunderingen in de streek. De familie de Bournonville, de toenmalige heren van Buggenhout, sierden de puntgevel op met hun wapenschild dat later het wapenschild van de gemeente werd. Om de werken af te ronden kwam boven de ingang een stenen beeld van Onze-Lieve-Vrouw Nood Gods, aan wie de kapel is toegewijd, te staan. De beeldhouwer was Filip De Backer.
Het eenvoudig torentje werd in 1764 gebouwd. Op de buitengevel bevinden zich zeven bas-reliëfs in terracotta van de hand van de Leuvense beeldhouwer P.F. van Passel. Deze kunstwerken stellen de Zeven Weeën van Maria voor en werden in 1858 aangebracht.
Er is een fraai barokinterieur. Boven het altaar uit 1680 staat in een nis een beeld van de Nood Gods. Aan de zijkanten zijn portiekaltaren van Sint-Eligius (1765) en Sint-Rochus (1768) door Antoon van Brunswyck. Een biechtstoel, communiebank en enkele schilderijen vervolledigen het interieur.
In 1949 werden rond de kapel de vijftien staties van de heilige Rozenkrans gemaakt door Tondeleir en Zoon uit Oude God opgericht. Het jaar daarop werd de kapel gerestaureerd. In 1964 werd het Mariabeeld pauselijk gekroond door Gents' bisschop monseigneur Leonce-Albert Van Peteghem.

## Orgel
Het orgel van de hand van Nicolaas Langlez uit Gent werd gebouwd in 1686 en stond oorspronkelijk in de parochiekerk. Het werd na vernieuwing door Pieter van Peteghem in 1770 naar de kapel overgebracht. In 1957 werd het gerestaureerd.

## De zeven weeën van Maria

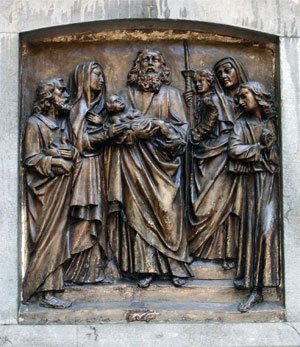
I
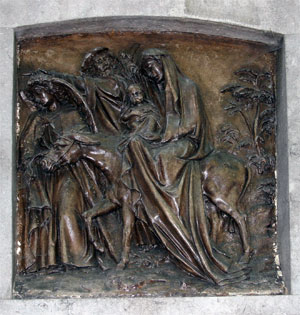
II
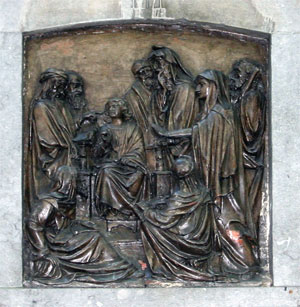
III
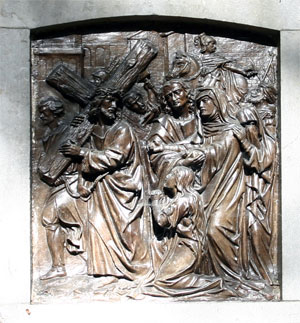
IV
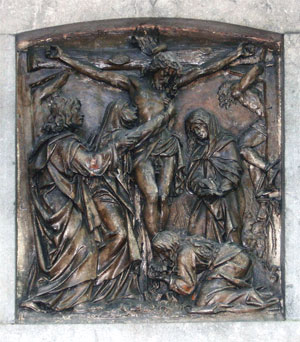
V
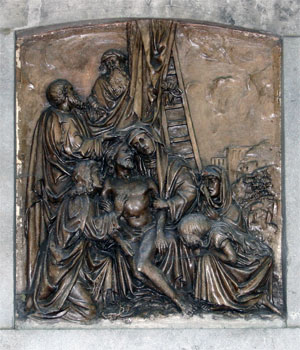
VI
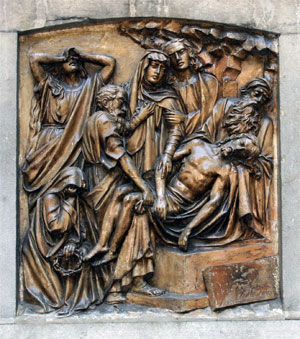
VII

## Andere afbeeldingen

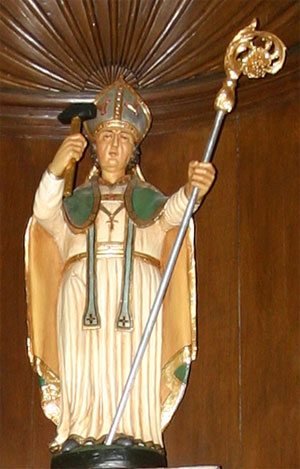
Sint-Eligius
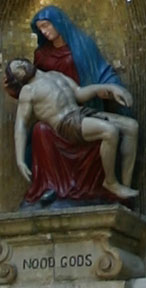
Onze-Lieve-Vrouw Nood Gods
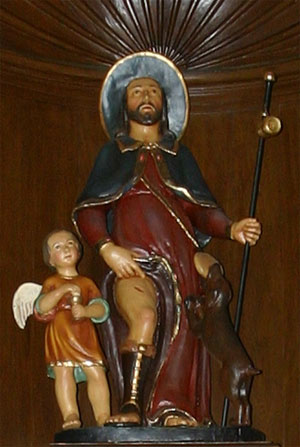
Sint Rochus